# Новоеловский сельсовет (Красноярский край)
Новоеловский сельсовет — сельское поселение в Большеулуйском районе Красноярского края.
Административный центр — село Новая Еловка.

## Население
| 2010 | 2012 | 2013 | 2014 | 2015 | 2016 | 2017 |
| ---- | ---- | ---- | ---- | ---- | ---- | ---- |
| 929  | ↗960 | ↗980 | ↘974 | ↘959 | ↗976 | ↘975 |

## Состав сельского поселения
В состав сельского поселения входят 3 населённых пункта:
| № | Населённый пункт | Тип населённого пункта       | Население |
| - | ---------------- | ---------------------------- | --------- |
| 1 | Александровка    | деревня                      | 172       |
| 2 | Новая Еловка     | село, административный центр | 643       |
| 3 | Турецк           | деревня                      | 114       |

## Местное самоуправление
Новоеловский сельский Совет депутатов
Дата избрания14.03.2010. Срок полномочий: 5 лет. Количество депутатов: 7
Глава муниципального образования
- Осипов Николай Васильевич. Дата избрания: 14.03.2010. Срок полномочий: 5 лет